# 926型潜艇支援舰
926型潜艇支援舰是中国人民解放军海军发展建造的一型潜艇支援船，首舰于2010年服役，目前共有三艘服役，承担潜艇补给和潜艇遇难救援任务。

## 概况
中国海军装备潜艇的历史较长，曾发生过361潜艇海难等严重的潜艇事故。中国海军一贯重视潜艇支援任务，曾服役了多型潜艇支援和补给舰船，近些年通过自主研发与引进国际先进技术和装备，目前是潜艇救援能力最先进的国家之一。其中，926型即为中国海军二十一世纪后最新研发服役的潜艇支援舰。
926型排水量达7600吨，采用柴電動力，通过携带深潜救生艇进行救援任务。2008年，中国从英国引进了一艘LR7深潜救生艇，LR7是英国海军装备的LR5深潜救生艇的改进型，最大载人18人，作业深度500米。其余同型舰装备中国自行研发的7103型深潜救生艇。

## 服役活动
926型潜艇支援舰具备远洋航行能力，同型舰服役后，陆续参加中国海军远洋训练、出访等任务。2012年，海洋岛舰服役不久，即随中国海军远洋编队通过宫古海峡，进入太平洋海域进行远洋训练，返程时曾驶近钓鱼岛附近海域。2016年，长岛舰随中国海军编队参加了美国主导的“环太平洋-2016”多国联合军演，在演习中与美国海军进行了潜艇救援演练。2017年，长岛舰参加了中俄海军“海上联合-2017”演习，双方首次组织了联合援潜救生演练。另外，2014年，改型舰曾两度随同中国海军潜艇停靠斯里兰卡科伦坡港，进行补给和访问，受到了斯里兰卡等国的欢迎，但引起印度的不满。